# Zipoite I
Zipoite o Zipoites I (greco: Zιπoιτης o Zιβoιτης; fl. IV-III secolo a.C.) fu il primo re di Bitinia (dal 326 al 279 a.C.).
Succedette al padre, Bas, nel 326 a.C. e regnò per 48 anni, guerreggiando con successo con Lisimaco e con Antioco I, il figlio di Seleuco I. Nel 315 a.C. condusse una guerra contro le antiche città di Astakos e di Chalcedon, che fallì a causa dei rinforzi mandati da Antigono Monoftalmo. Fondò una città, che dopo la sua morte fu chiamata Zipoition, alle pendici del monte Lypedron; oggigiorno non è più nota l'esatta localizzazione di questa città.
Visse fino all'età di 76 anni, dopo aver avuto 4 figli, il primo dei quali, Nicomede I di Bitinia, gli succedette.. Fu il primo che assunse formalmente il titolo di basileus (re), sembra nel 297 a.C.